# 科里亚克人

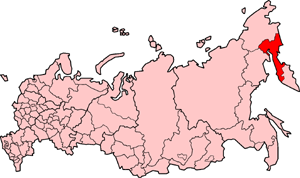
俄罗斯远东地区科里亞克人主要分佈區域

科里亚克人是俄罗斯远东地区的一个少数民族。他们住在科里亚克自治区（一度橫跨俄羅斯遠東地區的一個更大的區域。他們的邊界擴展到在哈巴羅夫斯克邊疆區的尼夫赫人地區）。总人口约8,743人。他们以西是埃文基人。
他们的语言是科里亚克语。他们也说俄语。他們與楚科奇人、伊捷尔缅族一樣同屬古亞細亞人，操古亞細亞語言，以鹿為圖騰。字根“kor”解驯鹿。尼夫赫语有一定相似性。
他们生活方式分为内陆养鹿与沿海捕捞两种。
他们与俄罗斯人在十八世纪接触，在1770年被打败，之后天花令他们人口大减。

## 延伸閱讀
- Kennan, George. . Putnam. 1871  [2017-04-17]. （原始内容存档于2017-04-18）.; "Über die Koriaken u. ihnen nähe verwandten Tchouktchen," in But. Acad. Sc. St. Petersburg, xii. 99.
- Jochelson, Waldemar. The Koryak. New York: AMS Press, 1975. ISBN 0-404-58106-4
- Jochelson, Vladimir Il'ich, and F. Boas. Religion and Myths of the Koryak Material Culture and Social Organization of the Koryak. New York: [s.n.], 1908.
- Nagayama, Yukari ed. The Magic Rope Koryak Folktale. Kyoto, Japan: ELPR, 2003.